# János Máttis-Teutsch

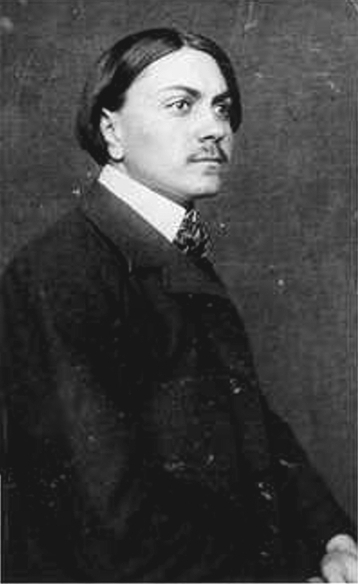
János Mattis-Teutsch

János Máttis-Teutsch (Brasov, 13 de agosto de 1884 – Brasov, 17 de marzo de 1960) fue un artista plástico húngaro-rumano vinculado a los MA-ists.

## Biografía
Estudió entre Budapest, donde asistió a un curso de Escultura en la Real Escuela Nacional Húngara de Artes Aplicadas, la Academia de Bellas Artes de Múnich, y París, dando por concluida su formación en 1912. Ese mismo año se trasladó a la capital húngara, donde residiría hasta 1919. Fue en ese periodo de tiempo cuando realizó diferentes exposiciones de su obra que le aproximarían a los MA-ists, siendo sus obras reproducidas en la revista MA dirigida por Lajos Kassák, y participando en las dos primeras exposiciones organizadas por esta agrupación en los años 1917 y 1918, lo cual además le llevaría a entrar en contacto con la publicación alemana Der Sturm.
En Berlín llevaría a cabo una exposición de forma conjunta con Paul Klee, a quien había conocido durante su estancia en la Academia de Múnich. El éxito de tal muestra llevó a que esta se repitiese en otras ciudades como Viena, París o la propia Brasov.
La proximidad de su ciudad natal con respecto al pueblo rumano, le llevó a entrar en contacto con los movimientos de vanguardia que en Rumanía empezaban a surgir, como fue el caso de Contimporanul en Bucarest. Este colectivo organizó una exposición en el año 1924 en la que participaron, entre otros, artistas tan relevantes como Kurt Schwitters, Hans Arp, Constantin Brancusi o Victor Brauner. Fue en esa época en la que escribió un manifiesto en el que proclamó que el arte post-impresionista “libera la actividad del ego hasta el extremo”.
En 1933 la muerte de su hija y los factores políticos le llevaron a detener su producción hasta la década de 1940. Al final de la Segunda Guerra Mundial, con elcomienzo del periodo socialista y el posterior establecimiento del régimen comunista, intentó adaptar su trabajo a los temas del realismo socialista con la finalidad de intentar paliar las críticas y ataques propagandísticos de los que había sido objeto.

## Obra
Su trabajo se vincula de forma directa con el arte abstracto, aunque si se analiza se puede comprobar que realmente es una fusión de estilos que basculan entre el expresionismo, el cubismo o el arte figurativo. El artista, mientras mantuvo su colaboración con el grupo Contimporanul, se definió a sí mismo, a través de la publicación que dicho colectivo editaba, como un pintor con un estilo próximo al surrealismo, concretando y clasificándolo como realismo constructivo.